# Stufstock
Stufstock este un eveniment inițiat de mișcarea Salvați Vama Veche, construită ulterior primei ediții a festivalului, din dorința de a păstra spiritul original al Vămii și pentru a lupta împotriva invadării acesteia de către proiecte comerciale (hoteluri, restaurante, baruri, terase etc.) ce se construiesc până în plajă. La Vama Veche cântă formații rock din România sau din alte țări apropiate acesteia.
Primul festival STUFSTOCK a strâns pe plaja din Vama Veche, în anul 2003, peste 15.000 de vamaioți și, cu sprijinul mass media, a devenit unul dintre cele mai cunoscute festivaluri de muzica rock din sud-estul Europei. STUFSTOCK 2 a câștigat amploare, astfel, la eveniment aveau să participe 30 de artiști și formații de muzică rock, 150 de muzicieni la 100.000 de wați de sunet și lumină. Un total de 18 ore de transmisie live și 20,000 de oameni prezenți.
STUFSTOCK 3 bate recordul înscris cu un an în urma, trei zile de concert live, 41 de trupe participante, șapte trupe internaționale și 30.000 de oameni. La STUFSTOCK 4 au fost amenajate 3 scene, pe care au concertat peste 40 de trupe atât din România cât și din țările vecine, eveniment la care au participat peste 10,000 de oameni. STUFSTOCK 5 Greenfest a adus în Vama Veche 50 de trupe in patru zile de festival, la care au participat 8,000 de oameni. Printre trupele străine participante la ultimele ediții se numără: Cradle of Filth, Toy Dolls, The Dandy Warhols, Defunkt, Kultur Shock, Air Ttaffic, Farfarello, dEUS, Apocalyptica. Stufstock 7 a găzduit peste 15,000 de oameni care au venit pentru rock-ul românesc, reprezentat pe plaja din Vama de Zdob și Zdub, Timpuri Noi, Celelalte Cuvinte, Baniciu & Kappl, Ovidiu Lipan Țăndărică, E.M.I.L, Urma, Z.O.B., Luna Amară, Mike Godoroja & Blue Spirit, Trooper, Kumm, The Amsterdams.
Stufstock 8 si 9 au adus schimbări în experiența pe care organizatorii au propus-o publicului din Vama Veche. Astfel, din 2010, festivalul a dezvoltat conceptul RockArt, adică rock și arta. Trupelor de muzica de pe scena festivalului li s-au alăturat actori în reprezentații inedite de teatru, fotografi amatori și profesioniști în workshopuri de arta fotografică, proiecții de filme, lecții de muzică prin școala de rock RockSchool, concursuri și Stufstock, un eveniment susținător și promotor al muzicii românești.